# Orest (Oper)
Orest ist eine Oper (Originalbezeichnung: „Musiktheater“) in sechs Szenen von Manfred Trojahn nach der Tragödie Orestes des Euripides. Die Uraufführung fand am 8. Dezember 2011 an der Nederlandse Opera in Amsterdam statt.

## Handlung

### Vorgeschichte
Der Inhalt der Oper ist eine Fortsetzung von Richard Strauss’ Oper Elektra. Vor sechs Jahren wurde Orests und Elektras Vater Agamemnon von ihrer Mutter Klytaimnestra und deren Geliebtem Aigisthos ermordet. Zwei Wochen vor Beginn der Handlung rächt Orest auf Drängen des Gottes Apollo die Tat und tötet die beiden.
Klytaimnestras Schwester Helena, die Gattin des Menelaos, wurde nach dem Urteil des Paris von diesem in seine Heimat Troja entführt. Das wurde zum Auslöser des Trojanischen Kriegs, der im Verlauf von zehn Jahren unzählige Leben forderte. Nach der Zerstörung Trojas kehrt Helena mit Menelaos in die Heimat zurück.

### Erste Szene
Orest kann nicht schlafen, da er von Gedanken an seine von ihm getötete Mutter geplagt wird. Er vernimmt Frauenstimmen, die seinen Namen rufen, flüstern und vor Angst schreien. In einer Vision erscheint ihm Apollo und wirft ihm Schwäche vor. Er erinnert Orest daran, dass er sich vor den Richtern der Stadt Argos verantworten müsse. Bald werde aber sein Onkel Menelaos mit seiner Gattin Helena heimkehren und ihm beistehen, denn Menelaos benötige seine Unterstützung, um sich als neuer König durchzusetzen. Kurz darauf verwandelt sich Apollo in den Gott Dionysos, und Orest beobachtet fasziniert, wie dieser in einem mysteriösen Licht verschwindet. Er denkt über das Schicksals Helenas, deretwegen so viele Menschen umgekommen sind, nach und glaubt, sie zu lieben. Er bleibt delirierend am Boden liegen.

### Zweite Szene
Vor dem Haus sucht Helena zaghaft Einlass. Sie trifft auf ihre Nichte Elektra, Orests Schwester, die ihr mit größter Verachtung begegnet. Helena erklärt, dass sie der Tradition gemäß am Grab ihrer Schwester opfern wolle. Sie befürchtet jedoch, nicht unbehelligt durch die Straßen gehen zu können und bittet Elektra, die Gaben an ihrer Stelle zum Grab zu bringen. Elektra weigert sich, schlägt aber vor, Helenas Tochter Hermione damit zu beauftragen, denn gegen diese hege hier niemand einen Groll.
Terzett
Hermione ist gern dazu bereit. Elektra wundert sich über die Reinheit ihrer Seele.

### Dritte Szene
Das Gericht hat Orest zum Tode durch Steinigung verurteilt. Menelaos informiert Orest darüber und drängt ihn zur Flucht. Da die Feinde überall in der Stadt sind, benötigt Orest die Hilfe Menelaos’ – doch der fühlt sich dazu nicht in der Lage. Inzwischen ist auch Elektra eingetroffen. Sie und ihr Bruder beschuldigen Menelaos der Feigheit. Elektra ruft aus, dass noch viel Blut fließen müsse, damit die Welt besser werden könne. Menelaos flieht entsetzt.

### Vierte Szene
Orest, seit dem Ende der ersten Szene ruhelos am Boden liegt, hat endlich Gelegenheit, allein mit seiner Schwester Elektra zu sprechen. Er erklärt ihr seine Schuldgefühle wegen des Todes ihrer Mutter. Elektra entgegnet, dass jemand, der das Recht auf seiner Seite habe, kein Schuldiger sein könne. Für Orest steht allerdings die Liebe über dem Recht. Das sieht Elektra anders. Sie spricht beruhigend auf ihren Bruder ein, sodass er endlich einen Moment schlafen kann. Währenddessen denkt sie über ihr eigenes unerfülltes Leben nach, das sie voller Hass und ohne eigene Familie verbringen muss. Kurz darauf schreckt Orest aus einem Albtraum auf. Er glaubt, ihm bleibe nichts anderes übrig, als weiterhin zu morden. Genau das ist die Absicht Elektras, die alles Übel der Welt ausrotten will. Helena und Hermione sollen als nächste sterben. Orest jedoch will nicht mehr töten.
Intermezzo

### Fünfte Szene
Hermione leidet unter ihrem gewalttätigen Umfeld, in dem sich alles immer nur um Rache dreht. Sie erkennt, dass selbst ihre Mutter Helena nur sich selbst liebt und dadurch am Tod so vieler Menschen schuldig wurde. Unbemerkt von ihr kommt Helena hinzu. Hermione erkennt ihre Anwesenheit nur allmählich. Helena wünscht sich, dass alles wieder so werde wie vor dem Krieg. Hermione will sie aus der Stadt in Sicherheit bringen, da sie weitere Morde befürchtet. Da stürmen Orest und Elektra herein. Orest stürzt sich sofort „wie eine Maschine“ auf Helena und tötet sie, während Elektra Hermione überwältigt. Helena stirbt mit einem fürchterlichen Schrei. Hermione wendet sich an Orest und fragt ihn nach seinem eigenen Traum. Er blickt sie an.

### Sechste Szene
Acht Männer von Argos kommen, um Orest zum Richtplatz zu bringen. Menelaos wirft sich trauernd auf seine ermordete Gattin. Elektra fordert Orest auf, nun auch Hermione zu töten. Da er nicht reagiert, versucht sie, sie eigenhändig zu erwürgen, wird jedoch von Menelaos daran gehindert. Da erscheint der Gott Dionysos und beginnt einen Tanz um die tote Helena. Elektra erstarrt, sodass Orest Hermione aus ihrem Griff befreien kann. Dionysos führt Helena als „Sterngewordene“ mit sich ins Licht fort. Dieses erstrahlt schnell „wie von tausend Sonnen“ und nimmt dann allmählich wieder ab. Jetzt steht Apollo vor Orest und spricht ihn von Schuld frei. Er fordert Orest auf, nun sein Gesetz in dieser Stadt durchzusetzen.
Madrigal der Erstarrung
Elektra, Menelaos und die acht Männer beschwören die alten Gesetze. Orest sagt sich jedoch von Apollo los. Er will seinen eigenen Weg finden. In der Gestalt des Dionysos fordert Apollo Orest auf, nach der vollbrachten Rache seinen Lohn zu ergreifen. Doch Orest weist ihn zurück. Er will mit Hermione eine neue Zukunft suchen. Apollo hat keine Macht mehr über ihn.

## Gestaltung
Trojahn untersuchte in seiner Oper die Hintergründe für Orests Handeln. Die Titelfigur ist bei ihm charakterschwach und fremdbestimmt. Hinter dem Mordauftrag Apollos steckt ein ihm unbekanntes politisches Konzept. Orest hofft zunächst, die mit seiner Tat verbundene Schuld irgendwann vergessen zu können. Als er sich am Ende entschließt, Hermione zu verschonen, hat er eingesehen, dass dies nicht möglich ist und er seine Schuld akzeptieren muss. Es bleibt offen, ob er eine Lösung für sein Problem finden kann. Seine Schwester Elektra ist vollkommen vom Rachegedanken besessen. Sie scheint Trojahn zufolge „in sehr weiblichen Bedürfnissen zu kurz gekommen“ und kann ihren eigentlichen Charakter nur zeigen, wenn sie für sich ist. Auch die beiden anderen weiblichen Charaktere, Helena und Hermione „verstecken sich“. Helena ist ausschließlich auf sich selbst bezogen. Sogar die Welt ist für sie nicht mehr als ein Spiegel. Nur Hermione, die das Unglück der anderen wahrzunehmen in der Lage ist, hat eine Perspektive für die Zukunft. Der göttliche Auftraggeber zeigt sich den anderen in zwei unterschiedlichen Identitäten, um seine Ziele zu erreichen – als Apollo ist er ein „politischer Zyniker“, als Dionysos ein „sinnlicher Verführer“. Sprachlich und in Zitaten orientiert sich Dionysos an Friedrich Nietzsches Dionysos-Dithyramben. Die sechs gelegentlich mit Soloviolinen verbundenen Frauenstimmen sollen Trojahn zufolge „den ganzen Zuschauerraum ausfüllen“. Sie repräsentieren den seelischen Zustands Orests, aber auch die Stimme seiner ermordeten Mutter, und erklingen besonders, wenn Orest unter seinem Gewissen leidet – auch bei seinem Aufbruch ins Ungewisse am Ende der Oper.
Für die Instrumentierung ließ sich Trojahn an der Besetzung von Richard Strauss Oper Elektra inspirieren, in der auch die Vorgeschichte erzählt wird. Somit wäre es denkbar, die beiden relativ kurzen Werke an einem Abend einander gegenüberzustellen.

### Orchester
Die Orchesterbesetzung der Oper enthält die folgenden Instrumente:
- Holzbläser: drei Flöten (2 Piccolo, 1 Altflöte), zwei Oboen, Englischhorn, Heckelphon, Klarinette, Bassklarinette, Kontrabassklarinette, zwei Fagotte, Kontrafagott
- Blechbläser: vier Hörner, drei Trompeten, zwei Posaunen, Kontrabassposaune
- Pauken, Schlagzeug (drei Spieler)
- zwei Harfen
- Streicher

## Werkgeschichte
Manfred Trojahn komponierte seine Oper Orest im Auftrag der Nederlandse Opera. Das Libretto schrieb er selbst auf Basis der Tragödie Orestes des Euripides.
Die Inszenierung der Uraufführung am 8. Dezember 2011 an der Nederlandse Opera in Amsterdam stammte von Katie Mitchell. Für die Bühne war Giles Cadle zuständig, für die Kostüme Vicki Mortimer und für das Lichtdesign Jon Clark. Die Solisten waren Dietrich Henschel (Orest), Johannes Chum (Menelaos), Finnur Bjarnason (Apollo/Dionysos), Romy Petrick (Hermione), Rosemary Joshua (Helena) und Sarah Castle (Elektra). Die musikalische Leitung hatte Marc Albrecht.
Die Produktion wurde in der Kritikerumfrage der Zeitschrift Opernwelt als „Uraufführung des Jahres“ ausgezeichnet. Der Rezensent von Deutschlandradio Kultur fand die Klangsprache reich und abwechslungsreich. Die Anklänge an die tonale Tradition machten die Oper „zu einem sinnlichen, vielschichtigen Hörerlebnis“. Die Geschichte selbst sei allerdings „etwas überkomplex“ geraten. Die Qualität der Inszenierung und der Ausführenden lobte er uneingeschränkt. Der Rezensent der Zeit nannte die Oper „fulminant“. Trojahn sei „kein Extremist“, sondern schreibe musikalisch. Es gab jedoch auch Ablehnung. Frieder Reininghaus hielt das Libretto für nicht zeitgemäß. Es schrappe „hart an der unfreiwilligen Komik-Grenze“ vorbei. Der „Grundgestus des […] Tonsatzes tut so, als wäre noch immer oder schon wieder 1911“. Im Gegensatz zur Musik Strauss’ fehle aber „die Raffinesse der motivischen Arbeit und mitunter auch die Delikatesse“. Die Inszenierung verwarf er mit den zusammenfassenden Worten „Im Westen nichts Neues“.
Das Opernhaus Hannover zeigte am 8. Februar 2013 die deutsche Erstaufführung des Werks in einer Inszenierung von Enrico Lübbe mit einer Bühne von Etienne Pluss. Es sangen Bjørn Waag (Orest), Tomasz Zagórski (Apoll/Dionysos), Khatuna Mikaberidze (Elektra), Dorothea Maria Marx (Helena) und Romy Petrick (Hermione).
Die österreichische Erstaufführung gab es am 28. Oktober 2013 im MuseumsQuartier Wien in einer Inszenierung von Philipp M. Krenn mit einer Ausstattung von Nikolaus Webern. Walter Kobéra leitete das Amadeus Ensemble Wien und den Wiener Kammerchor. Die Titelrolle sang Klemens Sander.
Die vierte Produktion des Werks gab es am 26. Februar 2017 im Opernhaus Zürich in einer Inszenierung von Hans Neuenfels mit einer Bühne von Katrin Connan und Kostümen von Andrea Schmidt-Futterer. Erik Nielsen leitete das Philharmonia Orchestra Zürich. Georg Nigl sang die Titelrolle, Ruxandra Donose die Elektra, Airam Hernández den Apoll/Dionysos, Raymond Very den Menelaos, Claudia Boyle die Helena und Claire de Sévigné die Hermione. Die Produktion wurde begeistert aufgenommen. Die Rezensentin der FAZ schrieb: „Dergestalt aufgeführt, versteht sich diese komplexe Komposition fast wie von selbst“. Der Rezensent des Online Merker fasste seine Eindrücke mit den Worten „Ein faszinierender Abend zeitgemässen Musiktheaters“ zusammen. Der Rezensent der Neuen Zürcher Zeitung bezeichnete Orest als eine „meisterhafte neue Oper, die Strauss’ «Elektra» fortschreibt“ und nannte die Aufführung „einen ganz großen Abend“.
Am 31. März 2019 hatte an der Wiener Staatsoper eine Neuproduktion des Orest Premiere, die live im Radio Österreich 1 übertragen wurde.
Die Königliche Oper Kopenhagen präsentierte das Werk 2024 in einer Inszenierung von Kasper Holten unter der musikalischen Leitung von Marie Jacquot.

## Aufnahmen
- 13./16. Dezember 2011 – Marc Albrecht (Dirigent), Netherlands Philharmonic Orchestra Amsterdam, Vokalensemble aus dem Chor der Nederlandse Opera.
 Dietrich Henschel (Orest), Johannes Chum (Menelaos), Finnur Bjarnason (Apollo/Dionysos), Romy Petrick (Hermione), Rosemary Joshua (Helena), Sarah Castle (Elektra).
 Mitschnitt der Uraufführungsproduktion aus der Nederlandse Opera Amsterdam.
Challenge Classica CC72605.[6]
- 31. März 2019 – Michael Boder (Dirigent), Orchester der Wiener Staatsoper.
 Thomas Johannes Mayer (Orest), Thomas Ebenstein (Menelaos), Daniel Johansson (Apollo/Dionysos), Audrey Luna (Hermione), Laura Aikin (Helena), Evelyn Herlitzius (Elektra).
 Live aus der Wiener Staatsoper.
 Übertragung im Radio Österreich 1.[15]